# Дорошко Лідія Савівна
Лідія Савівна Дорошко (нар. 15 листопада 1960, Олександрівка, Кіровоградська область, УРСР) — українська літературознавиця, громадська діячка, кандидат філологічних наук.

## Життєпис
Народилася 15 листопада 1960 року в смт Олександрівка Кіровоградської області. Має молодшого брата Миколу.
1982 року закінчила Київський державний університет імені Тараса Шевченка. Надалі працювала в Києві: спершу в Державному музеї української літератури (1982—1983), потім — в Інституті літератури АН УРСР. 1988 року захистила дисертацію на здобуття ступеня кандидата філологічних наук.
1989 року переїхала до міста Брест у Білорусі, де працювала в місцевому університеті. 1993 року отримала звання доцента. 1996 року стала ініціаторкою заснування та завідувачкою українського відділу філологічного факультету Берестейського університету.
До сфери наукових інтересів Лідії Дорошко входять питання компаративістики, поетики і естетики українського й білоруського модернізму.
У Бресті очолювала українську науково-педагогічну спілку Берестейщини «Берегиня», український студентський експериментальний театр «Арт-Майдан», вела на Берестейському обласному радіо щомісячні передачі «Українська вітальня».
Працює завідувачем Відділу комп'ютерних технологій та методики викладання української мови Міжнародної школи україністики НАН України.